# Aferim!
Aferim! è un film del 2015 diretto da Radu Jude.

## Trama
Il film è ambientato in Valacchia all'inizio del XIX secolo, quando un poliziotto locale, Costandin, viene assunto da Iordache, un boiardo, per trovare Carfin, uno schiavo rom scappato dalla tenuta del boiardo dopo aver avuto una relazione con sua moglie, Sultana.